# Groene zwaluw
De groene zwaluw (Tachycineta thalassina) is een zangvogel uit de familie Hirundinidae (zwaluwen).

## Verspreiding en leefgebied
Deze soort komt voor in Noord- en Midden-Amerika en telt twee ondersoorten:
- T. t. thalassina: centraal Alaska, westelijk Canada, de westelijk Verenigde Staten en noordwestelijk Mexico.
- T. t. brachyptera: centraal en zuidelijk Baja California en westelijk Sonora (noordwestelijk Mexico).